# Humada
Humada è un comune spagnolo di 121 abitanti situato nella comunità autonoma di Castiglia e León.

## Località
- Congosto
- Fuencaliente de Puerta
- Fuenteodra
- Humada (capoluogo)
- Los Ordejones (formata da Ordejón de Abajo e Ordejón de Arriba)
- Rebolledo de Traspeña
- San Martín de Humada
- Villamartín de Villadiego